# Rederiaktiebolaget Ballerina
Rederiaktiebolaget Ballerina är ett svenskt rederiföretag.
Rederi AB Ballerina driver pendelbåtstrafik i farvatten vid Stockholm för Storstockholms Lokaltrafik på linjerna Sjövägen och Ekerölinjen.

## Bilder

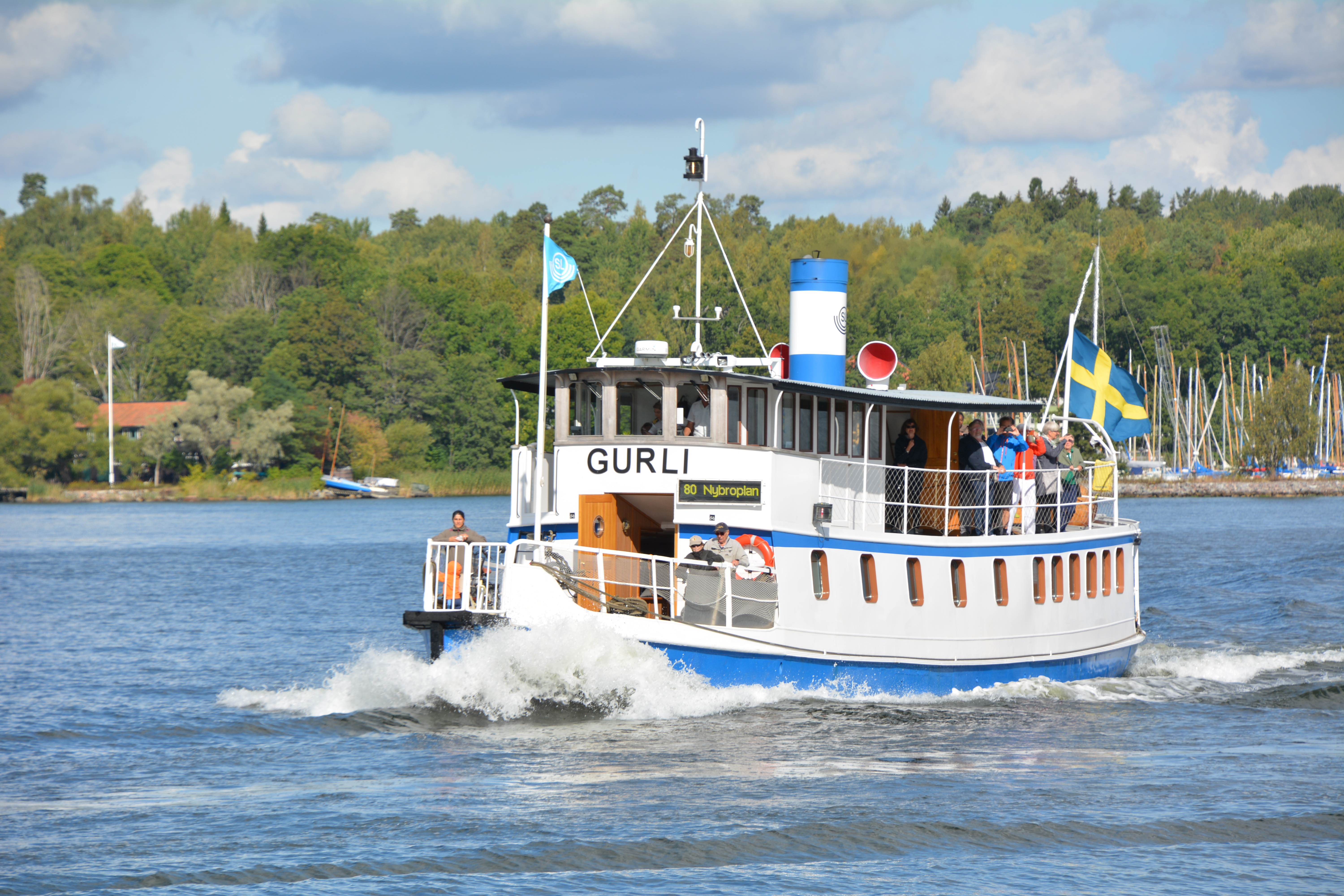
M/S Gurli.
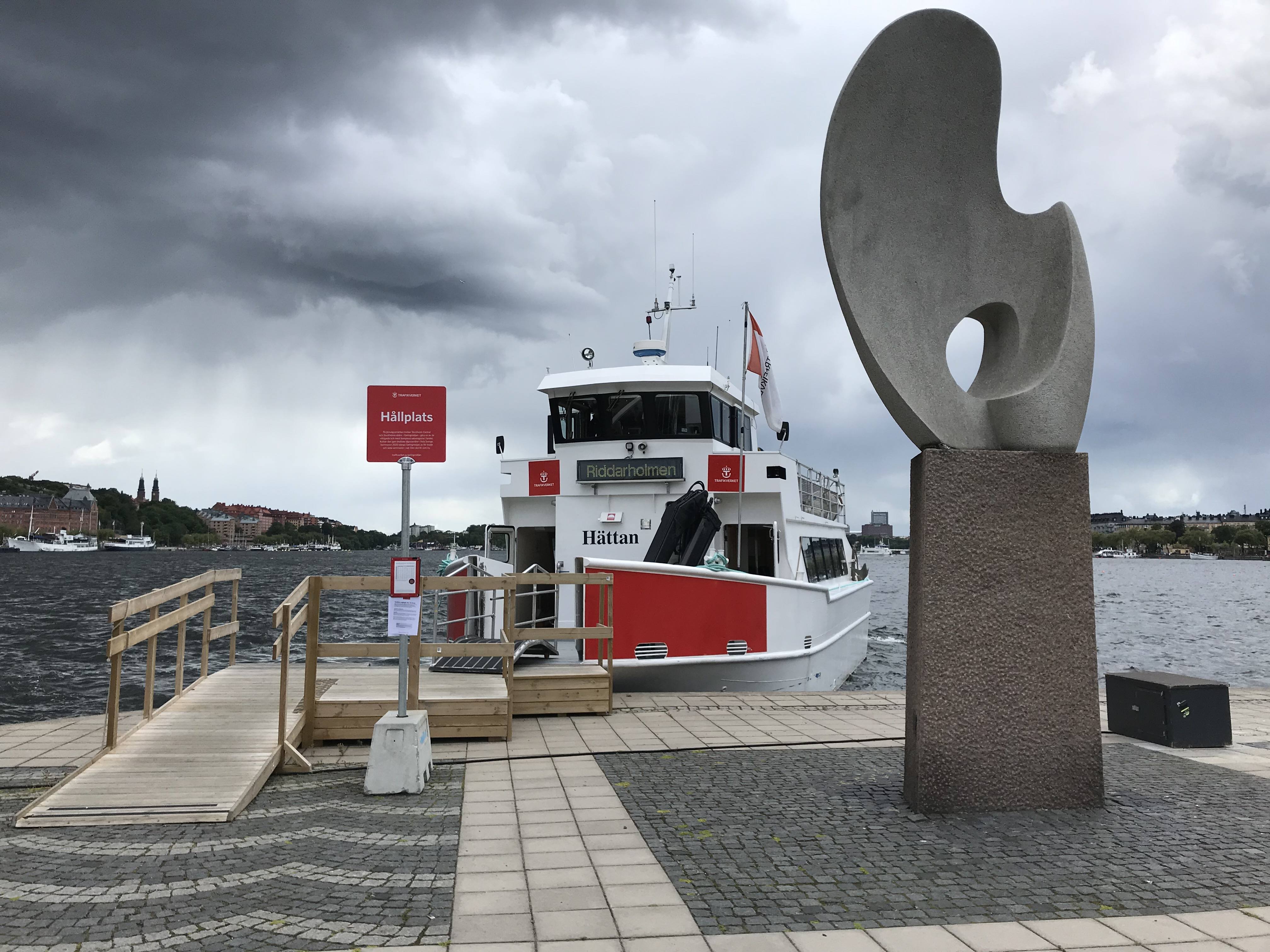
M/S Hättan.

## Fartyg i urval
- E/S Sjövägen
- M/S Ballerina
- M/S Centralfärjan
- M/S Gurli
- M/S Kanholmen